# Emilio Dickmann
Emilio Dickmann (Buenos Aires, 20 de diciembre de 1905-ib., 16 de abril de 1985) fue un ingeniero civil y político socialista, que en el año 1953 fundó junto a su padre, Enrique Dickmann, el Partido Socialista de la Revolución Nacional, que ingresó al Movimiento Peronista como su ala de izquierda.